# لانی‌فیبرانور
لانی‌فیبرانور (انگلیسی: Lanifibranor) یک آگونیست گیرنده pan-PPAR (گیرنده فعال شده با تکثیر پراکسی زوم) است و نخستین دارویی است که PPAR-alpha، PPAR-بتا و PPAR-گاما را به طور همزمان هدف قرار می‌دهد. این دارو از سال ۲۰۲۳ میلادی، در مرحله سوم آزمایشی برای استئاتوهپاتیت غیر الکلی است. مزیت آن نسبت به سایر داروهایی که در مرحله سوم آزمایش‌های مشابه هستند این است که بهبودهایی را در بیماری استئاتوهپاتیت و فیبروز نشان داده است.